# Roald Aas
Roald Edgard Aas (Oslo, 25 maart 1928 - aldaar, 18 februari 2012) was een Noors schaatser.
Roald Aas nam drie keer deel aan de Olympische Winterspelen (in 1952, 1956 en 1960). Zijn grootste succes behaalde hij in zijn laatste schaatsjaar. In 1960 werd hij bij de Winterspelen van 1960 in Squaw Valley op de 1500 meter olympisch kampioen. Een titel die hij overigens moest delen met Jevgeni Grisjin, omdat zij beiden een tijd van 2.10,4 reden.
Voordat hij zijn Olympische gouden plak kreeg omgehangen had hij eenmaal eerder een medaille gewonnen bij de Winterspelen. In 1952 ontving Aas op de 1500 meter de bronzen medaille. Ook won hij tweemaal brons op een Europees kampioenschap (in 1957 en 1960) en bij het WK Allround van 1958.
Na zijn actieve carrière werd Aas trainer bij de Oslo Skøiteklub.

## Records

### Persoonlijke records
| Afstand      | Tijd    | Datum            | Baan         |
| ------------ | ------- | ---------------- | ------------ |
| 500 meter    | 42,3    | 24 februari 1960 | Squaw Valley |
| 1000 meter   | 1.27,4  | 28 februari 1963 | Oslo         |
| 1500 meter   | 2.10,4  | 26 februari 1960 | Squaw Valley |
| 3000 meter   | 4.37,0  | 20 februari 1960 | Squaw Valley |
| 5000 meter   | 8.01,6  | 29 januari 1956  | Misurina     |
| 10.000 meter | 17.08,2 | 19 januari 1958  | Notodden     |

#### Wereldrecords laaglandbaan (officieus)
| Nr. | Afstand    | Tijd   | Datum           | Baan |
| --- | ---------- | ------ | --------------- | ---- |
| 1.  | 1500 meter | 2.15,8 | 16 januari 1955 | Oslo |

## Resultaten
| Jaar | EK Allround | WK Allround | Olympische Spelen               |
| ---- | ----------- | ----------- | ------------------------------- |
| 1951 | 5e          | 12e         |                                 |
| 1952 | 10e         | 5e          | 1500m                           |
| 1953 | 7e          |             |                                 |
| 1954 | 9e          | 7e          |                                 |
| 1955 | 8e          | 8e          |                                 |
| 1956 | 9e          | 12e         | 10e 1500m 6e 5000m              |
| 1957 | Brons       | 6e          |                                 |
| 1958 | 8e          | Brons       |                                 |
| 1959 | 9e          | 8e          |                                 |
| 1960 | Brons       | NC18        | 1500m · 25e 5000m · 23e 10.000m |

NC# = niet gekwalificeerd voor de laatste afstand, maar wel als # geklasseerd in de eindrangschikking

### Medaillespiegel
| Kampioenschap     | Goud · | Zilver · | Brons · |
| ----------------- | ------ | -------- | ------- |
| EK allround       | 0      | 0        | 2       |
| WK allround       | 0      | 0        | 1       |
| Olympische Spelen | 1      | 0        | 1       |

1924: Clas Thunberg ·
1928: Clas Thunberg ·
1932: Jack Shea ·
1936: Charles Mathiesen ·
1948: Sverre Farstad ·
1952: Hjalmar Andersen ·
1956: Jevgeni Grisjin/Joeri Michajlov ·
1960: Jevgeni Grisjin/Roald Aas ·
1964: Ants Antson ·
1968: Kees Verkerk ·
1972: Ard Schenk ·
1976: Jan Egil Storholt ·
1980: Eric Heiden ·
1984: Gaétan Boucher ·
1988: André Hoffmann ·
1992: Johann Olav Koss ·
1994: Johann Olav Koss ·
1998: Ådne Søndrål ·
2002: Derek Parra ·
2006: Enrico Fabris ·
2010: Mark Tuitert ·
2014: Zbigniew Bródka ·
2018: Kjeld Nuis ·
2022: Kjeld Nuis